# Regicidi di Carlo I d'Inghilterra

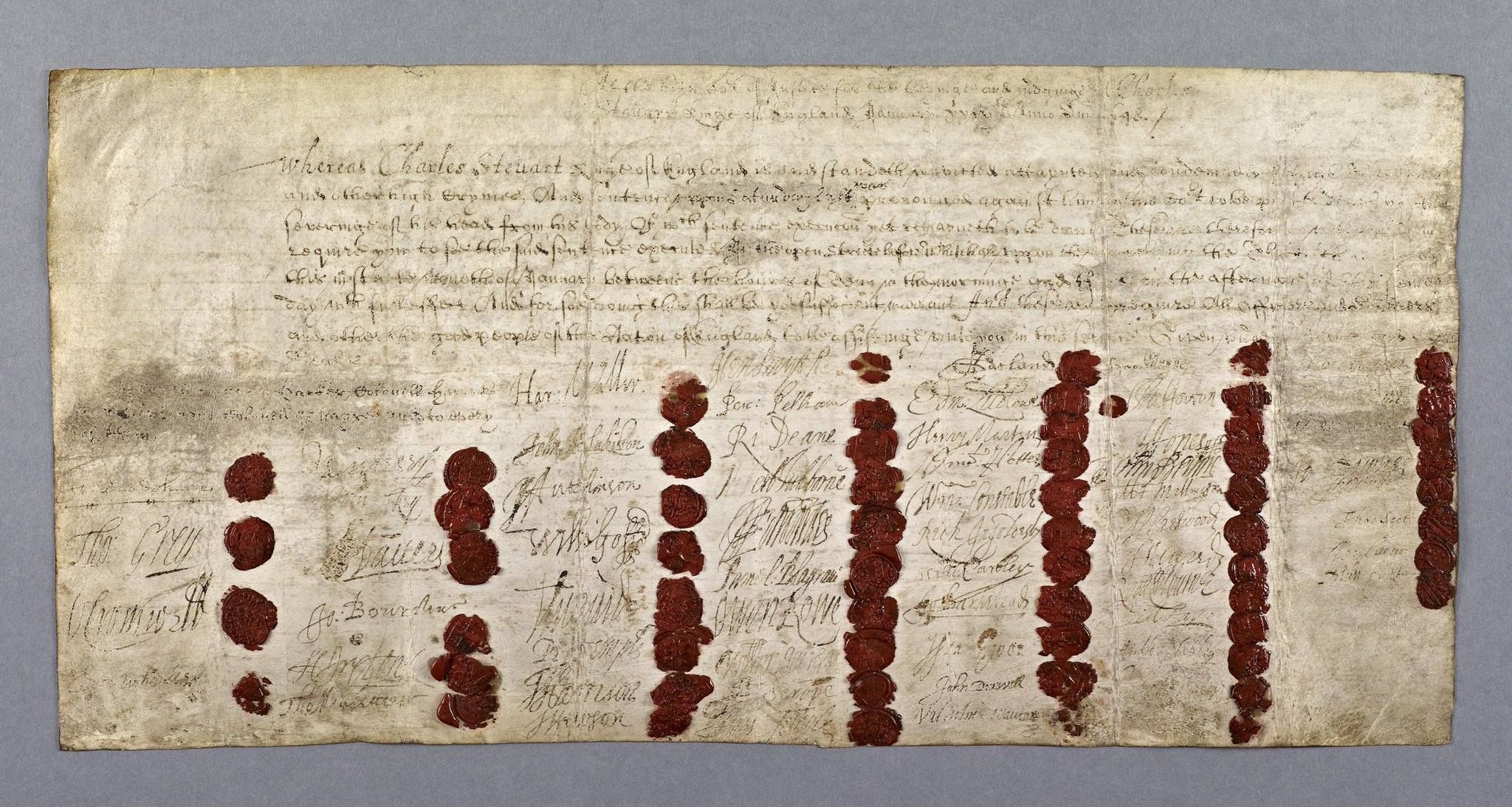
Il decreto di esecuzione di re Carlo I con i sigilli in ceralacca dei 59 commissari che lo firmarono

I regicidi di Carlo I d'Inghilterra, sulla base dell'Indemnity and Oblivion Act del 1660, furono i 59 commissari (giudici) che fecero parte dell'Alta Corte di Giustizia per il processo di Carlo I d'Inghilterra e che siglarono il suo atto di condanna a morte nel 1649, assieme ad altri ufficiali che presero parte al processo o all'esecuzione e a Hugh Peters, influente predicatore repubblicano.
Il tribunale era composto da tre membri della Paria d'Inghilterra, quattro membri del consiglio della City of London, ventidue tra baronetti e cavalieri, tre generali, trentaquattro colonnelli, dodici giudici dell'Alta Corte di Giustizia, tre serjeants-at-law e vari rappresentanti della Camera dei Comuni inglese.
Con la restaurazione del 1660, sei di questi commissari e altri quattro presenti all'atto di condanna a morte del sovrano vennero riconosciuti colpevoli di regicidio e a loro volta condannati a morte; uno venne impiccato e gli altri nove vennero impiccati, decapitati e squartati come la legge prevedeva per i regicidi. Nel 1662 altri tre regicidi vennero puniti con quest'ultima pena esemplare. Altri vennero successivamente perdonati, mentre diciannove vennero condannati al carcere a vita, oltre a tre che si trovavano già defunti al momento della restaurazione, i cui corpi a ogni modo vennero profanati.
Dei regicidi che sfuggirono alla purga voluta da Carlo II, sette si erano rifugiati in Svizzera, quattro nei Paesi Bassi e quattro in Germania. Tre commissari, John Dixwell, Edward Whalley e William Goffe, si riunirono a New Haven, nel Connecticut, nel 1661, morendo poi di morte naturale e sono ancora oggi ricordati in America.

## Commissari
In ordine di firma del decreto di condanna a morte, i commissari furono:
|     | Nome                                  | Alla restaurazione del 1660 | Note |
| --- | ------------------------------------- | --------------------------- | --- |
| 1.  | John Bradshaw, presidente della Corte | Morto                       | Esecuzione postuma: dissotterrato, impiccato a Tyburn e decapitato. Il corpo venne gettato in una fossa comune mentre la sua testa rimase esposta su una picca a Westminster Hall (il luogo ove si era svolto il processo a Carlo I). |
| 2.  | Lord Grey di Groby                    | Morto                       | Morì nel 1657. |
| 3.  | Oliver Cromwell                       | Morto                       | Esecuzione postuma: dissotterrato, impiccato a Tyburn e decapitato. Il corpo venne gettato in una fossa comune mentre la sua testa rimase esposta su una picca a Westminster Hall (il luogo ove si era svolto il processo a Carlo I). |
| 4.  | Edward Whalley                        | Vivo                        | Fuggito in Nord America per evitare il processo. Ancora vivo ma malfermo in salute nel 1674, probabilmente morì poco dopo. |
| 5.  | Sir Michael Livesey                   | Vivo                        | Fuggito nei Paesi Bassi. |
| 6.  | John Okey                             | Vivo                        | Fuggito in Germania, venne arrestato dall'ambasciatore inglese nei Paesi Bassi, Sir George Downing. Venne processato e riconosciuto colpevole, impiccato, decapitato e squartato nel 1662. |
| 7.  | Sir John Danvers                      | Morto                       | Morì nel 1655. |
| 8.  | Sir John Bourchier                    | Vivo                        | Troppo malato per essere processato, morì poco dopo la restaurazione nel 1660. |
| 9.  | Henry Ireton                          | Morto                       | Esecuzione postuma: dissotterrato, impiccato a Tyburn e decapitato. Il corpo venne gettato in una fossa comune mentre la sua testa rimase esposta su una picca a Westminster Hall (il luogo ove si era svolto il processo a Carlo I). |
| 10. | Sir Thomas Mauleverer                 | Morto                       | Morì nel 1655. |
| 11. | Sir Hardress Waller                   | Vivo                        | Fuggì in Francia; poi fece ritorno in Inghilterra venne riconosciuto colpevole. Inizialmente condannato a morte, la sua pena venne commutata nel carcere a vita. Morì in prigione nel Jersey nel 1666. |
| 12. | John Blakiston                        | Morto                       | Morì nel 1649. |
| 13. | John Hutchinson                       | Vivo                        | Imprigionato al Castello di Sandown, nel Kent, dove morì l'11 settembre 1664. |
| 14. | William Goffe                         | Vivo                        | Fuggì in America ove morì nel 1679. |
| 15. | Thomas Pride                          | Morto                       | Venne predisposta per lui un'esecuzione postuma mai però attuata. |
| 16. | Peter Temple                          | Vivo                        | Processato e condannato a morte, la sentenza venne però commutata nel carcere a vita. Morì nella Torre di Londra nel 1663. |
| 17. | Thomas Harrison                       | Vivo                        | Il primo a essere processato e condannato come colpevole. Venne impiccato, decapitato e squartato a Charing Cross il 13 ottobre 1660. |
| 18. | John Hewson                           | Vivo                        | Fuggito ad Amsterdam. Morì nel 1662. |
| 19. | Henry Smith                           | Vivo                        | Processato e condannato a morte, la sentenza venne commutata nel carcere a vita. Venne detenuto nella Torre di Londra sino al 1664, venendo poi trasportato al castello di Mont Orgueil, nel Jersey. Morì nel 1668. |
| 20. | Sir Peregrine Pelham                  | Morto                       | Morì nel 1650. |
| 21. | Richard Deane                         | Morto                       | Morì nel 1653. Come dissacrazione del suo corpo, venne dissotterrato e lasciato decomporre dagli animali. |
| 22. | Robert Tichborne                      | Vivo                        | Processato e condannato a morte, la sentenza venne commutata nel carcere a vita che scontò nella Torre di Londra ove morì nel 1682. |
| 23. | Humphrey Edwards                      | Morto                       | Morì nel 1658. |
| 24. | Daniel Blagrave                       | Vivo                        | Fuggito ad Aquisgrana, attuale Germania. Morì nel 1668. |
| 25. | Owen Rowe                             | Vivo                        | Processato, venne condannato al carcere a vita che scontò nella Torre di Londra ove morì nel dicembre del 1661. |
| 26. | William Purefoy                       | Morto                       | Morì nel 1659. |
| 27. | Adrian Scroope                        | Vivo                        | Processato, venne riconosciuto colpevole e per questo venne impiccato, decapitato e squartato a Charing Cross il 17 ottobre 1660. |
| 28. | James Temple                          | Vivo                        | Processato, venne condannato al carcere a vita che scontò nel Jersey ove morì il 17 febbraio 1680. |
| 29. | Augustine Garland                     | Vivo                        | Processato e condannato a morte, la pena venne commutata nel carcere a vita. |
| 30. | Edmund Ludlow                         | Vivo                        | Si arrese al Lord Speaker della Camera dei Comuni, ma poi fuggì nel Cantone di Berna ove morì nel 1692. |
| 31. | Henry Marten                          | Vivo                        | Processato e riconosciuto colpevole, venne condannato al carcere a vita che scontò nel Castello di Chepstow ove morì nel 1680. |
| 32. | Vincent Potter                        | Vivo                        | Processato, ricevette la sentenza di morte il giorno prima della sua esecuzione (1661/1662). |
| 33. | Sir William Constable                 | Morto                       | Morì nel 1655. Il suo corpo venne esumato dall'Abbazia di Westminster dove era stato sepolto con onore e venne risepolto in una fossa comune. |
| 34. | Richard Ingoldsby                     | Vivo                        | Perdonato. Morì nel 1685. |
| 35. | William Cawley                        | Vivo                        | Fuggito in Svizzera ove morì nel 1667. |
| 36. | John Barkstead                        | Vivo                        | Arrestato dall'ambasciatore inglese nei Paesi Bassi, sir George Downing, estradato e condannato a morte nel 1662. |
| 37. | Isaac Ewer                            | Morto                       | Morì nel 1650 o nel 1651. |
| 38. | John Dixwell                          | Vivo                        | Dato per morto in Inghilterra, in realtà si rifugiò in America e morì sotto falso nome nel 1689. |
| 39. | Valentine Walton                      | Vivo                        | Fuggì in Germania dopo la sua condanna come regicida. Morì nel 1661. |
| 40. | Simon Mayne                           | Vivo                        | Processato e condannato a morte, morì nella Torre di Londra dove era detenuto prima che il suo appello alla corte potesse essere udito, nel 1661. |
| 41. | Thomas Horton                         | Morto                       | Morì nel 1649. Con la restaurazione tutti i suoi possedimenti di famiglia vennero confiscati dal governo di Carlo II. |
| 42. | John Jones Maesygarnedd               | Vivo                        | Processato venne condannato a morte e impiccato, decapitato e squartato a Charing Cross il 17 ottobre 1660. |
| 43. | John Moore                            | Morto                       | Nel 1649, combatté in Irlanda contro il marchese di Ormonde e divenne Governatore di Dublino, morendo però di febbre nel 1650. |
| 44. | Gilbert Millington                    | Vivo                        | Dopo la morte di Carlo I, rimase membro del parlamento sino a quando Cromwell non lo dissolse. Dopo la restaurazione si arrese personalmente al governo regio e si definì "colpevole in ogni modo". Processato e condannato a morte, la sentenza venne commutata nel carcere a vita. Trascorse i suoi ultimi anni nel Jersey ove morì nel 1666. |
| 45. | George Fleetwood                      | Vivo                        | Processato venne condannato al carcere a vita che scontò nella Torre di Londra. Trasportato successivamente a Tangeri, vi morì probabilmente nel 1672. |
| 46. | John Alured                           | Morto                       | Morì nel 1651. |
| 47. | Robert Lilburne                       | Vivo                        | Processato il 16 ottobre 1660, venne inizialmente condannato a morte, ma la sentenza venne successivamente commutata nel carcere a vita, morendo in prigione nell'agosto del 1665. |
| 48. | William Say                           | Vivo                        | Fuggì in Svizzera dove morì nel 1666. |
| 49. | Anthony Stapley                       | Morto                       | Morì nel 1655. |
| 50. | Sir Gregory Norton                    | Morto                       | Morì nel 1652. |
| 51. | Thomas Chaloner                       | Vivo                        | Escluso dal perdono e sotto la minaccia di una condanna a morte, fuggì sul continente europeo. Morì a Middleburg, nei Paesi Bassi, nel 1661. |
| 52. | Thomas Wogan                          | Vivo                        | Venne imprigionato al Castello di York sino al 1664 quando fuggì verso i Paesi Bassi. |
| 53. | John Venn                             | Morto                       | Morì nel 1650. |
| 54. | Gregory Clement                       | Vivo                        | Rifugiatosi in Inghilterra, catturato e processato, venne riconosciuto colpevole e condannato a essere impiccato, decapitato e squartato, sentenza eseguita a Charing Cross il 17 ottobre 1660. |
| 55. | John Downes                           | Vivo                        | Processato e condannato al carcere a vita, morì in prigione nel 1666. |
| 56. | Thomas Waite                          | Vivo                        | Processato e condannato al carcere a vita, morì in prigione nel 1668. |
| 57. | Thomas Scot                           | Vivo                        | Fuggito a Bruxelles, tornò in Inghilterra dove venne catturato, processato, riconosciuto colpevole e condannato a essere impiccato, decapitato e squartato, sentenza eseguita a Charing Cross il 17 ottobre 1660. Morì senza essersi pentito.                                                                                                   |
| 58. | John Carew                            | Vivo                        | Processato, riconosciuto colpevole e condannato a essere impiccato, decapitato e squartato, sentenza eseguita a Charing Cross il 15 ottobre 1660. |
| 59. | Miles Corbet                          | Vivo                        | Fuggì nei Paesi Bassi, venne arrestato dall'ambasciatore inglese nei Paesi Bassi, sir George Downing; estradato, processato e riconosciuto colpevole, venne impiccato, decapitato e squartato il 19 aprile 1662. |

## Commissari che si rifiutarono di firmare
| Nome                                | Alla restaurazione del 1660 | Note |
| ----------------------------------- | --------------------------- | --- |
| Sir Thomas Andrewes (o Andrews)     | Morto                       | Prese parte a tre sessioni del processo, tra cui quella del 27 gennaio ove venne concordata la condanna a morte. Il suo nome fu uno dei 24 regicidi morti che vennero esentati dall'Indemnity and Oblivion Act del 9 giugno 1660 (vedi sez. XXXVIII dell'atto). |
| Francis Allen                       | Morto                       | Prese parte a diverse sessioni del processo tra cui quella del 27 gennaio ove venne concordata la condanna a morte. Il suo nome fu uno dei 24 regicidi morti che vennero esentati dall'Indemnity and Oblivion Act del 9 giugno 1660 (vedi sez. XXXVIII dell'atto). |
| James Chaloner (o Challoner)        | Vivo                        | Fratello di Thomas Chaloner. Morì nel luglio del 1660 di malattia contratta durante l'imprigionamento subito l'anno precedente per aver supportato il generale Monck. |
| John Dove                           | Vivo                        | Non prese parte al processo se non alla sessione del 27 gennaio ove venne concordata la condanna a morte. Alla restaurazione si sottomise spontaneamente al parlamento e questo gli evitò punizioni. Morì nel 1664 o nel 1665. |
| John Fry                            | Morto                       | Gli venne vietato di sedere nell'Alta Corte per eterodossia il 26 gennaio 1649, un giorno prima della pronuncia della sentenza di morte contro Carlo I. Il suo nome fu uno dei 24 regicidi morti che vennero esentati dall'Indemnity and Oblivion Act del 9 giugno 1660 (vedi sez. XXXVIII dell'atto). Morì nel 1657. |
| Thomas Hammond                      | Morto                       | Prese parte a 14 sessioni del processo. Il suo nome fu uno dei 24 regicidi morti che vennero esentati dall'Indemnity and Oblivion Act del 9 giugno 1660 (vedi sez. XXXVIII dell'atto), ma lo stato si riservò di confiscargli tutte le proprietà appartenute alla sua famiglia. |
| Sir James Harrington, III baronetto | Vivo                        | Fuggì e morì in esilio nel continente europeo nel 1680. Per azione dell'Indemnity and Oblivion Act, ad ogni modo, perse i suoi titoli e la baronettìa passò al suo erede alla sua morte. |
| Edmond Harvey                       | Vivo                        | Presenziò al processo del re e sedette nella commissione incaricata di preparare l'atto di condanna a morte finale, ma poi non siglò quello stesso atto. Dopo la restaurazione venne detenuto nella Torre di Londra dopo essere stato riconosciuto colpevole di alto tradimento Venne processato infine il 16 ottobre 1660, e condannato al carcere a vita. Morì nel Castello di Pendennis, in Cornovaglia, nel giugno del 1673. |
| William Heveningham                 | Vivo                        | Riconosciuto colpevole di tradimento, inviò una petizione al re che lo graziò commutando la sua sentenza con l'imprigionamento a vita nel Castello di Windsor sino alla sua morte avvenuta nel 1678. |
| Francis Lassells                    | Vivo                        | Non escluso dal Indemnity and Oblivion Act, venne comunque condannato a pagare un anno di rendita delle sue terre a Carlo II e assieme al colonnello John Hutchinson gli venne proibito di ricoprire incarichi pubblici. Morì nel 1667. |
| John Lisle                          | Vivo                        | Fuggì a Losanna in Svizzera ma venne ucciso con un colpo di pistola o di spada dal realista irlandese James Cotter (sotto falso nome di Thomas Macdonnell) nell'agosto del 1664. |
| Thomas Lister                       | Vivo                        | Inviò una petizione al parlamento nella quale indicò la sua estraneità alla fase di condanna del re, ma venne comunque escluso dall'Indemnity and Oblivion Act, venendo solo condannato a non ricoprire cariche pubbliche a vita. Morì nel 1668. |
| Nicholas Love                       | Vivo                        | Fuggì ad Amburgo. Morì a Vevey, in Svizzera, nel 1682. |
| Sir Henry Mildmay                   | Vivo                        | Processato, venne privato del titolo di cavaliere e condannato al carcere a vita. Morì prima di essere trasportato a Tangier nel 1664. |
| William Mounson, I visconte Monson  | Vivo                        | Processato, venne privato dei suoi titoli e proprietà e condannato al carcaere a vita nella Fleet Prison ove morì nel 1673. |
| Isaac Penington                     | Vivo                        | Condannato al carcere a vita morì nella Torre di Londra nel 1661. |
| Sir Gilbert Pickering               | Vivo                        | Presenziò a due sole sessioni del processo e non siglò la condanna a morte di Carlo I, pertanto fu in grado di utilizzare la sua influenza su suo cognato, il conte di Sandwich, per assicurarsi il perdono del re, anche se venne costretto a non ricoprire incarichi pubblici a vita. |
| Robert Wallop                       | Vivo                        | Condannato al carcere a vita morì nella Torre di Londra nel 1667. |
| Sir Thomas Fairfax                  | Vivo                        | Si rifiutò di siglare la condanna a morte ed ottenne successivamente il perdono del re e gli venne permesso di mantenere i suoi titoli malgrado il suo coinvolgimento come Lord Generale delle Forze Parlamentari. |

## Associati
| Nome               | Incarico                          | Alla restaurazione del 1660 | Note |
| ------------------ | --------------------------------- | --------------------------- | --- |
| Daniel Axtell      | Ufficiale della Guardia           | Vivo                        | Processato e condannato per partecipazione in regicidio, venne secondo la procedura impiccato, decapitato e squartato a Tyburn il giorno martedì 19 ottobre 1660.  |
| Andrew Broughton   | Chierico di Corte                 | Vivo                        | Fuggì in Svizzera nel 1663. Morì nel 1687. |
| John Cooke         | Avvocato Generale                 | Vivo                        | Processato e condannato per partecipazione in regicidio, venne secondo la procedura impiccato, decapitato e squartato a Chering Cross il giorno 16 ottobre 1660.   |
| Edward Dendy       | Sergente d'Armi                   | Vivo                        | Fuggì in Svizzera nel 1663. |
| Dr Isaac Dorislaus | Assistente dell'Avvocato Generale | Morto                       | Distinto studioso originario dei Paesi Bassi, venne assassinato a L'Aia nel 1649 da un rifugiato realista.                                                         |
| Francis Hacker     | Ufficiale della Guardia           | Vivo                        | Processato e condannato per aver siglato l'atto di morte, venne secondo la procedura impiccato, decapitato e squartato a Tyburn il giorno martedì 19 ottobre 1660. |
| William Hewlett    | Capitano della Guardia            | Vivo                        | Processato e condannato per partecipazione in regicidio, venne processato con Daniel Axtel, ma non ucciso con lui.                                                 |
| Cornelius Holland  | Consigliere di Stato              | Vivo                        | Fuggì a Losanna, in Svizzera, durante la restaurazione, ove morì nel 1671.                                                                                         |
| Hercules Huncks    | Ufficiale della Guardia           | Vivo                        | Si rifiutò di siglare l'ordine per gli esecutori, al contrario del collega Hacker. Testimoniò contro Axtel e Hacker, e venne perdonato. Morì nel 1660.             |
| Robert Phayre      | Ufficiale della Guardia           | Vivo                        | Si rifiutò di siglare l'ordine per gli esecutori. Non processato, venne rilasciato nel 1662 e morì nel 1682.                                                       |
| Hugh Peters        | Predicatore                       | Vivo                        | Processato e condannato per incitazione al regicidio, venne secondo la procedura impiccato, decapitato e squartato a Chering Chross il giorno 16 ottobre 1660.     |
| John Phelps        | Chierico di Corte                 | Vivo                        | Fuggì in Svizzera ove morì nel 1666. |
| Matthew Thomlinson | Ufficiale della Guardia           | Vivo                        | Perdonato per aver mostrato cortesia verso il re e per aver testimoniato contro Axtell e Hacker. Morì nel 1681.                                                    |

## Altri
- John Lambert non si trovava a Londra per il processo di Carlo I. Alla restaurazione venne riconosciuto colpevole di alto tradimento e rimase imprigionato nel Guernsey per il resto della sua vita.
- Sir Henry Vane il Giovane prestò servizio nel Consiglio di Stato durante l'Interregno anche se si rifiutò di approvare espressamente l'esecuzione del re. Alla restaurazione, dopo un lungo dibattito in parlamento, venne esentato dall'Indemnity and Oblivion Act. Nel 1662 venne riconosciuto colpevole di alto tradimento e decapitato a Tower Hill il 14 giugno 1662.

Poco dopo la restaurazione in Scozia il parlamento scozzese passò l'Act of indemnity and oblivion che fu simile all'omonimo atto emesso dal parlamento inglese, ma con molte più eccezioni che puntavano più al fattore pecuniario delle punizioni e con l'esecuzione di soli quattro condannati (tutti non per regicidio, ma per tradimento) dei quali il marchese di Argyll fu uno dei rappresentanti più illustri. Venne riconosciuto colpevole di collaborazionismo col governo di Cromwell e decapitato il 27 maggio 1661.